# Friedrich Stromeyer
Friedrich Stromeyer, ou Frédéric Strohmeyer, né le 2 août 1776 à Göttingen, en électorat de Brunswick-Lunebourg, et mort le 18 août 1835 à Göttingen, est un chimiste allemand. Il est nommé professeur de chimie à l'Université de Göttingen en 1805.

## Biographie
Le jeune Friedrich Stromeyer étudie les sciences et obtient ses diplômes à l'Université de Göttingen. Ce jeune chimiste est élève du professeur Louis-Nicolas Vauquelin.
Il obtient son doctorat de chimie analytique en 1800 à l'Université de Göttingen sous l'égide des professeurs Johann Friedrich Gmelin et Louis-Nicolas Vauquelin.
Il se spécialise dans l'analyse minérale, en particulier en étudiant la chimie minérale et surtout les tests différents de reconnaissance ou d'identification des minéraux, des plus simples, parfois utilisables sur le terrain, au plus sophistiqués, pratiqués de retour au laboratoire.
En rationalisant le test d'effervescence aux acides, il devient un spécialiste des minéraux carbonatés ou carbonates.
Une des techniques d'analyse, qu'il met systématiquement en œuvre, est le chauffage d'échantillon de minéraux, et l'étude de leur couleur (par colorimétrie) et de leur perte de masse (dégagement de gaz).
Il identifie l'aragonite comme une variété allotropique de carbonate de calcium.
Il découvre le cadmium en 1817 en étudiant le minéral "cadmia", un carbonate de zinc qui est nommé en 1832 smithsonite par François Sulpice Beudant en l'honneur de James Smithson. Il ignore que le carbonate ou l'oxyde de cadmium sont des impuretés qui colorent en jaune ce minerai de zinc, car le zinc est généralement accompagné de cadmium, qui n'est présent parfois qu'en très faible quantité. Ayant isolé un corps métallique qu'il nomme "das cadmium" et préparé l'oxyde, le sulfure et la carbonate de cadmium (de manière séparée des composés semblables de zinc), il publie ces résultats dès l'automne 1817. 
Une de ses assertions notables, à la suite de cette publication, est le caractère éminemment toxique de cet élément, dont il avoue humblement ne pas savoir s'il s'agit d'une variété allotropique de l'arsenic ou d'un nouvel élément a priori. Or, comme le professeur universitaire est chargé de l'inspection des pharmacies de la région de Hanovre, les autorités de l'ordre des apothicaires, connaissant ces travaux, proscrivent les lots de carbonates de zinc ou smithsonite tachetés de jaune. Ce qui amène l'intérêt de nombreux chimistes sur le cadmium, confirmant dès 1818 la découverte d'un élément.
Il est le premier à décrire l'eudialyte en 1818.
Il est le premier chimiste à utiliser l'empois d'amidon comme réactif, par exemple pour repérer la présence d'iode libre I2 dans un milieu d'analyse.

## Minéralogie
Il a fait l'analyse chimique de nombreux minéraux, dont  :
- l'antimonnicke, synonyme aujourd'hui de l'breithauptite
- le nickel arseniaté, synonyme de l'annabergite

## Hommage
Le minéralogiste français François Sulpice Beudant lui a dédié une espèce minérale, la stromeyerite (de) en 1832.